# Principe de raison suffisante
Le principe de raison suffisante est un principe philosophique (ou axiome). Dans sa formulation originelle, par Leibniz, il affirme que « jamais rien n'arrive sans qu'il y ait une cause ou du moins une raison déterminante, c'est-à-dire qui puisse servir à rendre raison a priori pourquoi cela est existant plutôt que non existant et pourquoi cela est ainsi plutôt que de toute autre façon » (Théodicée, I, 44). 

## Historique
Le principe de raison suffisante remonte au moins à Saint Thomas d'Aquin , qui l'utilise dans la troisième voie pour démontrer l'existence de Dieu par la raison naturelle. Saint Thomas lui-même emprunte ce principe à Aristote ; on peut en effet déjà en déceler des traces chez des philosophes antiques comme Parménide (« c'est une même chose que le penser et l'être »), Anaxagore (« le νοῦς gouverne le monde »), et Aristote (« rien n’est mû par hasard, mais il faut toujours que soit quelque cause »).
On peut  également discerner son utilisation par Giordano Bruno.

### Leibniz
Le principe apparaît chez Leibniz en 1668, dans la Confessio naturae, où Leibniz soutient qu'il faut rendre raison du mécanisme.
Le principe se précise dans un premier temps dans la Theoria motus abstracti (1671). La composition du mouvement n'obéit pas seulement à l'axiome « le tout est plus grand que la partie », elle obéit aussi au principe de raison suffisante qui a pour conséquences : il faut changer le moins possible, il faut choisir le milieu entre les contraires, il faut compenser toute soustraction par une addition.
Dans un petit essai intitulé Essai sur la toute-puissance et l'omniscience de Dieu et sur la liberté de l'homme, Leibniz désigne Dieu comme l'origine ultime de toutes choses, la raison pour laquelle quelque chose existe plutôt que rien (quoddité) et existe ainsi plutôt qu'autrement (eccéité, proche de la notion de Quiddité).
Selon Leibniz, le principe de raison suffisante est un des « deux grands principes de nos raisonnements », avec le principe de non-contradiction. Il se ramasse en l'expression latine nihil est sine ratione (« rien n'est sans raison »).
La même formulation de ce principe, à peu de chose près, apparaît plus tardivement aussi chez Leibniz dans les Principes de la nature et de la grâce fondée en raison (§7) et dans la Monadologie (§32). Le principe de raison suffisante ne peut être réduit, chez Leibniz, au principe de raison nécessaire. Le principe de raison suffisante est lié au principe selon lequel tout prédicat est inhérent au sujet (Praedicatum inest subjecto). Il découlerait même de celui-ci, car s'il y avait une vérité sans raison, alors, nous aurions une proposition dont le sujet ne contiendrait pas le prédicat, ce qui est absurde.
Qu'il y ait une raison suffisante pour l'existence de chaque chose n'implique pas que l'entendement humain y ait accès à chaque fois (Essais de théodicée, I, §44). Au contraire, pour tout ce qui concerne les actions humaines, et les « vérités contingentes », ou « vérités de fait » (vérités « certaines » mais non « nécessaires », cf. §13 Discours de métaphysique), il est indispensable de faire usage de ce principe ; il s'agit d'une notion qui apparaît lorsque Leibniz discute du problème des futurs contingents et s'oppose ainsi au fatalisme : seul l'entendement divin peut connaître les raisons suffisantes. Cette limitation de notre entendement explique pourquoi le monde peut nous paraître injuste ou absurde, bien que ce soit le « meilleur des mondes possibles ». 

Toutefois, le principe de raison suffisante lui-même permet de remonter à Dieu, car il est le seul qui permet d'échapper à la chaîne de la causalité à l'œuvre dans les choses contingentes : 
« Ainsi il faut que la raison suffisante, qui n'ait plus besoin d'une autre raison, soit hors de cette suite des choses contingentes, et se trouve dans une substance, qui en soit la cause, ou qui soit un être nécessaire, portant la raison de son existence avec soi ; autrement on n'aurait pas encore une raison suffisante, où l'on puisse finir. Et cette dernière raison des choses est appelée Dieu. » (Principes de la nature et de la grâce, §8).

### Après Leibniz
Christian Wolff, qui formalise le rationalisme de Leibniz, l'affirme à son tour : « Rien n'existe sans qu'il y ait une raison pour qu'il en soit ainsi et non autrement »[réf. nécessaire].
Kant, dans sa Logique (1800), lie principe d'identité et jugements problématiques. 

« Nous pouvons poser ici trois principes comme critères universels de la vérité, simplement formels et logiques, ce sont : 1) le principe de contradiction et d'identité (principium contradictionis et identitatis) par lequel la possibilité interne d'une connaissance est déterminée pour des jugements problématiques, 2) le principe de raison suffisante (principium rationis sufficientis) (...) pour les jugements assertoriques, 3) le principe du tiers exclu (principium exclusi medii inter duo contradictoria) (...) pour des jugements apodictiques. (...) Les jugements sont problématiques, assertoriques ou apodictiques. Les jugements problématiques sont accompagnés de la conscience de la simple possibilité, les assertoriques de la conscience de la réalité, les apodictiques enfin de la conscience de la nécessité du jugement. »

Schopenhauer  écrit en 1813 De la quadruple racine du principe de raison suffisante. Selon lui, le principe est indémontrable, puisqu'il est en soi antérieur à toute démonstration. Il ne s'applique qu'à des représentations. Selon la loi de l'homogénéité logique, Schopenhauer voit la valeur universelle du principe en ce que « nous ne pouvons nous représenter aucun objet isolé et indépendant ». Et, en appliquant la loi de différenciation, Schopenhauer distingue dans le principe quatre racines :
1. principe de raison suffisante du devenir. Tout état nouveau par lequel passe un objet a été nécessairement précédé par un autre état qui se nomme cause, alors que l'autre se nomme effet. C'est la loi de causalité.
2. principe de raison suffisante de l'être. Chaque être réel est déterminé par un autre être. Dans l'espace, c'est la situation, et dans le temps c'est la succession. Espace et temps sont les conditions du principe d'individuation.
3. principe de raison suffisante de l'agir. La volonté agit quand elle est immédiatement ou médiatement sollicitée par une sensation. Il s'agit de la loi de motivation, qui est une causalité vue de l'intérieur.
4. principe de raison suffisante du connaître. La vérité est une relation entre un jugement et sa cause. La vérité formelle trouve son fondement dans l'exacte conclusion des syllogismes ; la vérité empirique dans les données immédiates de l'expérience ; la vérité transcendantale (« pas d'effet sans cause » ; 3 x 7 = 21) dans les formes pures de l'espace et du temps ainsi que dans les lois de la causalité ; enfin, les vérités métalogiques (principes d'identité, de non-contradiction, du tiers exclu, de raison suffisante) dans les formes de l'entendement.
Heidegger, en 1955-1956, a donné un cours sur le principe de raison.

## De la logique à l'existence
Le principe de raison suffisante tente d'établir un lien entre une proposition vraie a priori, c'est-à-dire de façon logique et indépendamment de l'expérience, et l'existence d'un objet. 
- Kant a écrit que l'échec des tentatives philosophiques visant à trouver la preuve indiscutable de l'existence des choses, était « un scandale de la philosophie et de la raison en général »[10].
- À propos de Kant, les philosophes Arthur Schopenhauer et Martin Heidegger, notamment, ont déclaré qu'ils considéraient cette tentative comme une des plus néfastes conséquences de la naïveté philosophique[réf. nécessaire].
- Un bon moyen de comprendre tout cela est peut-être de se rapporter, dans l’œuvre de Kant et dans celle de ses commentateurs, à la question de l'interprétation de la « chose en soi »[11].

## Dans la littérature
Le principe de la raison suffisante occupe une place centrale dans le roman Candide, de Voltaire, paru en 1759. L'idée y est critiquée sur un ton humoristique.
Candide est au début du roman un fervent adepte de ce principe qui lui a été enseigné par son mentor, Pangloss.
Les évènements malheureux qui se succéderont au cours du roman feront que Candide sera, à la fin de l'ouvrage, plus critique envers ce principe (contrairement à Pangloss qui sera toujours autant convaincu).  